# Hiraizumi - Templi, giardini e siti archeologici che rappresentano la terra pura buddista
Hiraizumi - Templi, giardini e siti archeologici che rappresentano la terra pura buddista è un raggruppamento di cinque siti di Hiraizumi della fine dell'XI e del XII secolo, nella prefettura di Iwate, in Giappone. È stato iscritto nella lista del patrimonio dell'umanità dell'UNESCO dal 2011, secondo i criteri ii e vi.

## Hiraizumi
Per quattro generazioni, dal 1087 circa, quando Fujiwara no Kiyohira trasferì il suo quartier generale e la sua residenza dall'estremo nord, fino al 1189, quando l'esercito di Minamoto no Yoritomo pose fine al Fujiwara settentrionale, Hiraizumi fu un importante sito politico, militare, commerciale, e centro culturale. Vennero fondati diversi importanti templi associati al buddismo della Terra Pura, ma la scomparsa dei loro benefattori e una serie di incendi contribuì al loro successivo declino. Quando, nel 1689, Bashō visitò il luogo fu spinto a scrivere, in Oku no Hosomichi: erba estiva... resti dei sogni dei soldati. Una serie di scavi, dalla metà del XX secolo in poi, combinati con riferimenti ad Azuma Kagami, in particolare la petizione Bunji -no-chūmon del 1189, e lo Shōwa sojō o "appello dei monaci" del 1313 dagli archivi Chūson-ji, hanno contribuito molto alla comprensione dei siti e del periodo.

## Siti componenti
| Nome                                           | Tipo     | Commenti | Immagine | Coordinate                   |
| ---------------------------------------------- | -------- | --- | -------- | ---------------------------- |
| Chuson-ji 中尊寺境内? Chusonji keidai          | Tempio   | Si dice che sia stato fondato da Ennin nell'850; ricostruito da Fujiwara no Kiyohira all'inizio del XII secolo con una pagoda e il Daichōju-in, una grande sala dedicata ad Amida; gli incendi, nel 1337, consumarono molti edifici e tesori del tempio; insolitamente, i corpi mummificati di Fujiwara no Kiyohira e dei suoi eredi furono sepolti al Konjikidō, la Sala d'Oro dedicata ad Amida (nella foto Tesoro Nazionale); il complesso è un Sito Storico Speciale                                             |          | 39°00′06.71″N 141°06′00.26″E |
| Motsu-ji 毛越寺境内? Motsuji keidai            | Tempio   | Si dice che sia stato fondato da Ennin nell'850; ricostruito da Fujiwara no Motohira nel XII secolo, la sua distruzione da parte di un incendio nel 1226 fu lamentata ad Azuma Kagami come la perdita di un monumento "incomparabile ai nostri tempi". Il giardino paradisiaco del XII secolo, con ruscello lastricato, stagno, spiaggia di ciottoli, penisola, isola e pietre ornamentali è un luogo speciale di bellezza paesaggistica. Il recinto e il santuario tutelare associato sono un sito storico speciale |          | 38°59′25.91″N 141°06′55.65″E |
| Kanjizaiō-in Ato 観自在王院跡? Kanjizaiōin ato | Tempio   | Adiacente a Mōtsū-ji con due Sale Amida, fu fondato dalla moglie di Fujiwara no Motohira nel XII secolo; distrutto da un incendio nel 1573, il suo giardino paradisiaco del XII secolo con ruscello, stagno, spiaggia di ciottoli, isola e cascata in pietra, è un luogo di bellezza paesaggistica |          | 38°59′17.44″N 141°06′37.35″E |
| Muryōkō-in Ato 無量光院跡? Muryōkōin ato       | Tempio   | Fondato con una statua monumentale di Amida da Fujiwara no Hidehira nel XII secolo, è modellato su Byōdō-in vicino a Kyoto. Giardino paradisiaco del XII secolo con laghetto, isola e pietre ornamentali, è un sito storico speciale |          | 38°59′34.55″N 141°06′57.2″E  |
| Monte Kinkeisan 金鶏山? Kinkeizan              | Montagna | Sommità usata per le sepolture dei sutra. Resti di una Sala identificata come appartenente a Zaō Gongen associato al culto di Miroku. Sito storico |          | 38°59′36.06″N 141°06′33.13″E |

## Presentazione
La nomina originale del 2006 di "Hiraizumi - Paesaggio culturale associato alla cosmologia buddista della terra pura" includeva altri cinque siti omettendo quello di Kanjizaiō-in. Quattro sono stati rimossi dalla nomina dopo il mancato riconoscimento dell'iscrizione nel 2008; il sito componente del Palazzo Yanagi è stato escluso dall'iscrizione nel 2011, sebbene siano in corso sforzi per garantirne l'inclusione attraverso un futuro ampliamento.
| Nome                                                               | Tipo                           | Commenti | Immagine | Coordinate                   |
| ------------------------------------------------------------------ | ------------------------------ | --- | -------- | ---------------------------- |
| Sito Yanagi-no-Gosho 柳之御所遺跡? Yanagi-no-gosho iseki           | Palazzo                        | Rovine del palazzo Yanagi del clan Ōshū Fujiwara; un sito storico |          | 39°00′24.99″N 141°05′57.7″E  |
| Takkoku-no-Iwaya 達谷窟? Takkoku-no-iwaya                          | Tempio                         | Sito storico nella parte sud-orientale di Hiraizumi che comprende un tempio dedicato a Bishamonten, che si ritiene risalga a Sakanoue no Tamuramaro |          | 38°58′08.45″N 141°03′29.29″E |
| Sito Shirotori-tate 白鳥舘遺跡? Shirotori-tate iseki               | Rovine del castello giapponese | Situato nella città di Ōshū a nord di Hiraizumi, in un punto strategico del fiume Kitakami, si ritiene generalmente che fu sede di numerose strutture tra il X e il XVI secolo. Non è chiaro quale fosse esattamente il suo status durante i regni del clan Abe (gli antenati materni di Fujiwara no Kiyohira) e del clan Ōshū Fujiwara, ma poiché sede di diverse strutture medievali di castelli ad essi collegate, fu uno dei primi a essere sottoposto all'esame del Comitato del Patrimonio Mondiale. Sito storico |          | 39°01′30.06″N 141°08′05.4″E  |
| Sito di Chōjagahara Haiji 長者ヶ原廃寺跡? Chojagahara Haiji iseki  | Tempio                         | Sito storico |          | 39°00′45.7″N 141°05′47.8″E   |
| Sito Honedera-mura Shōen 骨寺村荘園遺跡? Honedera-mura shōen iseki | Shoen                          | Sito storico; l'area circostante è un Importante paesaggio culturale. |          | 38°58′54.13″N 140°57′06.4″E  |

## Galleria d'immagini

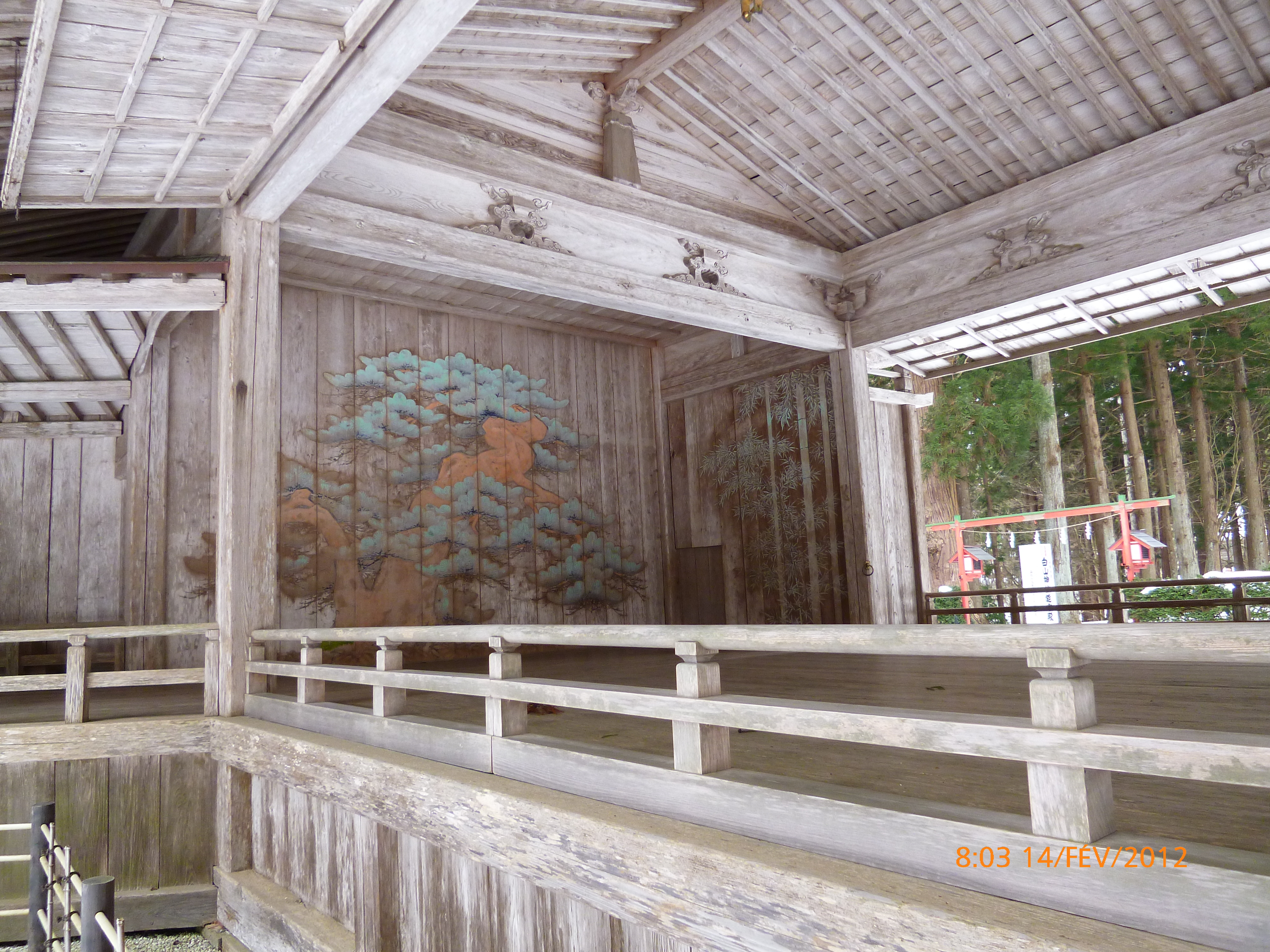
Interno del tempio con murale
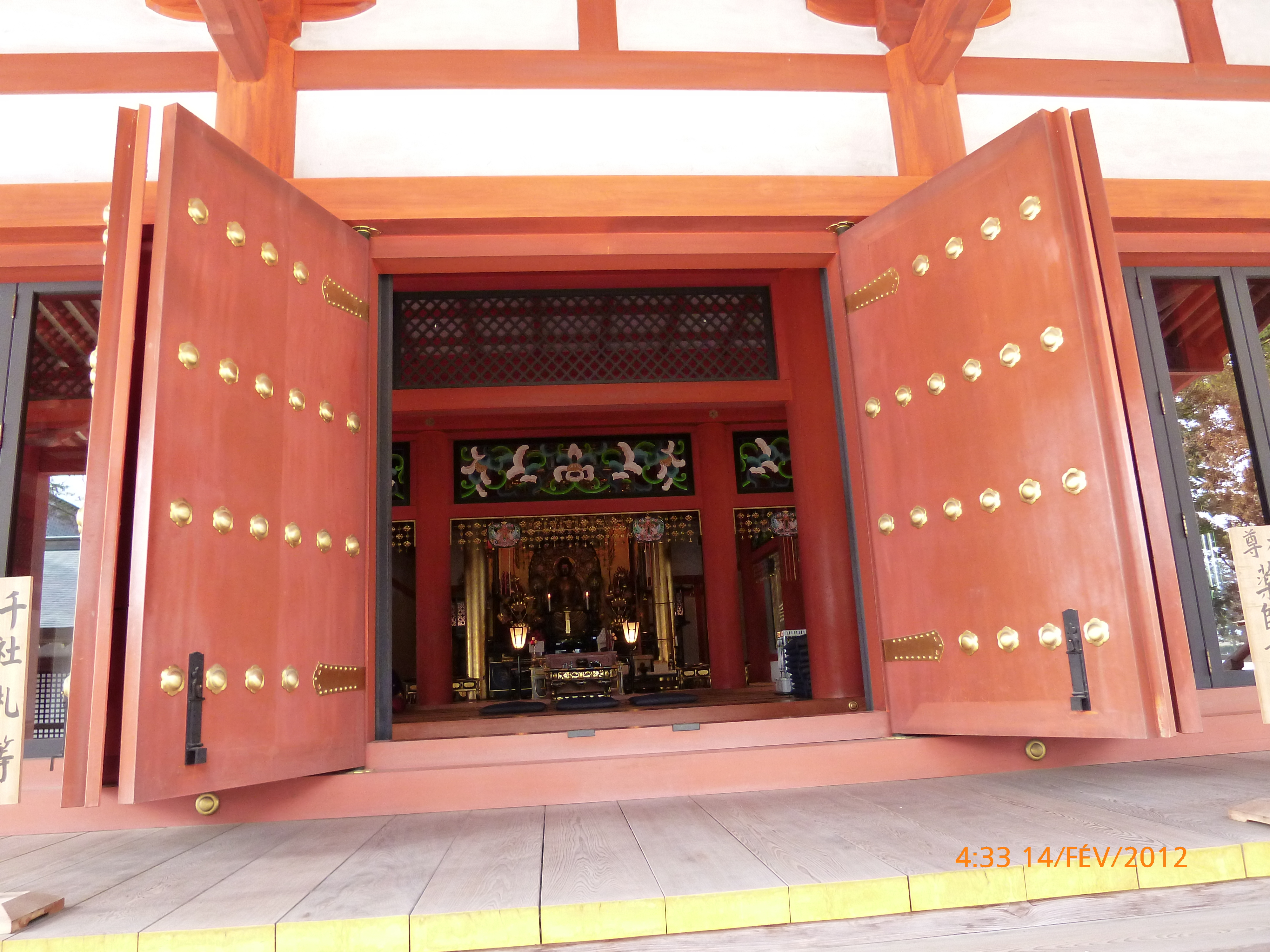
Porte del tempio